# Linia D metra w Porto
Linia D – oznaczona kolorem żółtym linia metra w Porto łącząca północną dzielnicę Paranhos z freguesia („parafią”) Mafamude w Vila Nova de Gaia.
Na trasie linii żółtej znajduje się 16 stacji (w tym dziewięć podziemnych), a jej całkowita długość wynosi 8,49 km. Średni czas przejazdu to 25 minut.

## Przebieg
Po pokonaniu na powierzchni ziemi pierwszego, kilkusetmetrowego odcinka w okolicy miasteczka uniwersyteckiego torowisko schodzi do liczącego ok. 4 km tunelu. Na stacji Trindade trasa żółtej linii krzyżuje się z głównym kanałem komunikacyjnym metra w Porto (linie A, B, C, E, F). Stacja São Bento znajduje się w bezpośrednim pobliżu stacji kolejowej o tej samej nazwie; ponadto w tym samym miejscu przewidziane jest połączenie z oznaczono na różowo linią metra G, której powstanie zaplanowano na lata 2019–2022.
Po opuszczeniu tunelu składy linii D przejeżdżają przez górny poziom mostu Ludwika I i wjeżdżają do miejscowości Vila Nova de Gaia, gdzie metro kursuje w formie naziemnego tramwaju. Stacja General Torres sąsiaduje z przystankiem kolejowym położonym na Linha do Norte. Trasa żółtej linii kończy się na podziemnej stacji Santo Ovídio.

## Historia
Jako że większa część torowiska po północnej stronie Duero wieść miała pod ziemią, pierwszym etapem budowy linii było wydrążenie tunelu. Część północna (do stacji Trindade) została ukończona w połowie października 2003 r., zaś południowa na początku listopada tego samego roku. Przed zamknięciem prac w tunelu rozpoczęto roboty w Vila Nova de Gaia. 18 września 2005 r. uruchomiono pierwszy odcinek linii żółtej łączący kampus (stacja Pólo Universitário) z centrum Gai (Câmara Gaia).
Jeszcze w grudniu 2005 roku linia została wydłużona na południowym krańcu – otwarto wówczas stację João de Deus. Wiosną 2006 r. do użytku oddano nowy, północny odcinek do stacji Hospital São João. W kolejnych latach otwarto kolejne dwa fragmenty linii w Gai, w 2008 roku do stacji D. João II, a w 2011 – Santo Ovídio. Docelowo ta ostatnia ma zyskać połączenie z drugą linią metra w Vila Nova de Gaia, dla której nie określono jeszcze ram czasowych.
W lutym 2017 ogłoszono harmonogram prac nad kolejnym przedłużeniem południowego fragmentu linii D. Na trzykilometrowym odcinku do Vila d’Este zaprojektowano budowę trzech stacji oraz pętli serwisowej. Koniec robót przewidziano na styczeń 2021 roku.

## Stacje
| zdjęcie | nazwa                                    | odległość             | typ stacji                            | data otwarcia           | przesiadki                                     |
| ------- | ---------------------------------------- | --------------------- | ------------------------------------- | ----------------------- | ---------------------------------------------- |
|         | Hospital São João                        | ↓ 0,00 km ↑ 8,49 km   | przystanek                            | 31 marca 2006           | autobusy STCP                                  |
|         | IPO                                      | ↓ 0,35 km ↑ 8,14 km   | przystanek                            | 31 marca 2006           |                                                |
|         | Pólo Universitário                       | ↓ 1,18 km ↑ 7,31 km   | płytka                                | 17 września 2005        |                                                |
|         | Salgueiros                               | ↓ 1,96 km ↑ 6,53 km   | płytka                                | 17 września 2005        |                                                |
|         | Combatentes                              | ↓ 2,43 km ↑ 6,06 km   | głęboka                               | 17 września 2005        |                                                |
|         | Marquês                                  | ↓ 3,13 km ↑ 5,36 km   | głęboka                               | 17 września 2005        | autobusy STCP                                  |
|         | Faria Guimarães                          | ↓ 3,75 km ↑ 4,74 km   | głęboka                               | 17 września 2005        |                                                |
|         | Trindade                                 | ↓ 4,31 km ↑ 4,18 km   | dwukondygnacyjna (naziemno-podziemna) | 7 grudnia 2002          | A B C E F autobusy STCP, parking rowerowy      |
|         | Aliados                                  | ↓ 4,76 km ↑ 3,73 km   | głęboka                               | 17 września 2005        | tramwaje                                       |
|         | São Bento                                | ↓ 5,20 km ↑ 3,29 km   | głęboka                               | 17 września 2005        | ( G) pociągi, tramwaje, kolejka, autobusy STCP |
|         | Jardim do Morro                          | ↓ 5,99 km ↑ 2,49 km   | przystanek                            | 17 września 2005        | kolej gondolowa                                |
|         | General Torres                           | ↓ 6,41 km ↑ 2,07 km   | przystanek                            | 17 września 2005        | pociągi                                        |
|         | Câmara Gaia                              | ↓ 6,90 km ↑ 1,59 km   | przystanek                            | 17 września 2005        |                                                |
|         | João de Deus                             | ↓ 7,31 km ↑ 1,18 km   | przystanek                            | 10 grudnia 2005         |                                                |
|         | D. João II                               | ↓ 8,02 km ↑ 0,46 km   | przystanek                            | 27 maja 2008            | autobusy STCP                                  |
|         | Santo Ovídio                             | ↓ 8,49 km ↑ 0,00 km   | płytka                                | 15 października 2011    | autobusy STCP                                  |
|         | Manuel Leão (stacja planowana)           | ↓ 9,40 km ↑ −0,91 km  | płytka                                | planowana: styczeń 2021 |                                                |
|         | Hospital Santos Silva (stacja planowana) | ↓ 10,39 km ↑ −1,90 km | przystanek                            | planowana: styczeń 2021 |                                                |
|         | Vila d’Este (stacja planowana)           | ↓ 11,58 km ↑ −3,09 km | przystanek                            | planowana: styczeń 2021 |                                                |